# Jołom

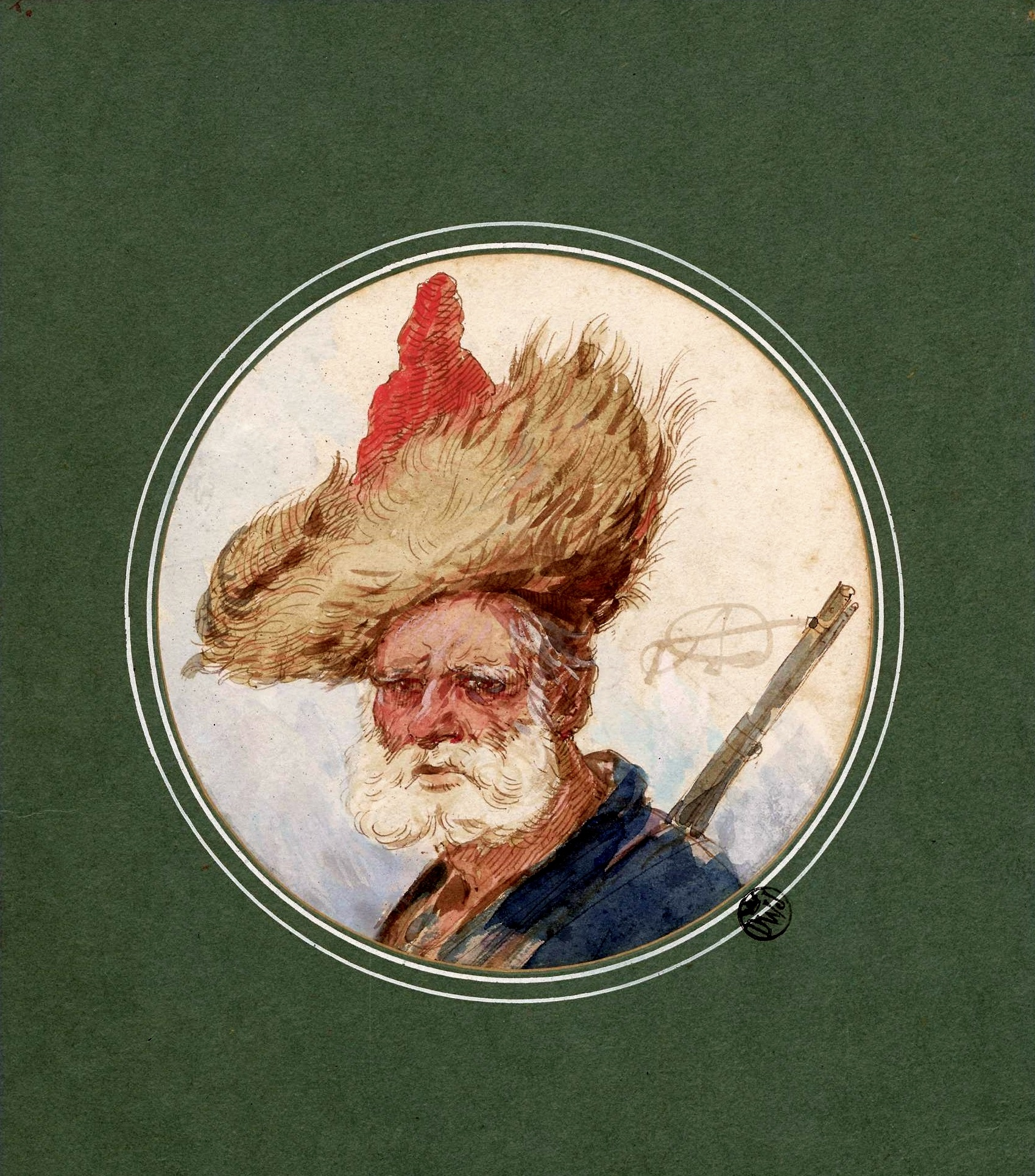
Kozak w jołomie (mal. Aleksander Orłowski)

Jołom (jałoma) – popularna na Ukrainie workowata czapka kozacka z baraniej skóry, ze zwisającym wierzchem. Zazwyczaj czarna, u nadwornych kozaków wyróżniająca się wierzchem pąsowym, ozdobiona była chwastem włóczkowym lub srebrnym. Słowo pochodzenia tureckiego.